# Манфред Калц
Манфред Калц (рођен 6. јануара 1953) бивши је немачки фудбалер.

## Каријера
Дебитовао је 1971. за Хамбургер Шпорт Ферајн када је имао само 18 година, против Борусије из Дортмунда, а напад Хамбургера предводио легендарни Уве Зелер. Тада је меч на Вестфалену завршен нерешено 1:1. Калц је постао чувен по „Бананенфланкен“, такозваним „банана центаршутевима“, прецизним и са много спина. Хорст Хрубеш се надавао голова ударцима главом након његових сјајних набачних лопти. И дан данас се у Немачкој као анегдота препричава Хрубешов ТВ интервју када је најбоље описао своје голове тих година: „Мани банана, ја главом и – гол!“.
Осим центаршутева био је специјалиста и за извођење једанаестераца. Апсолутни је рекордер Бундеслиге по броју голова са беле тачке. Укупно је постигао 53 – од 60 покушаја. Играо је укупно 19 сезона у дресу Хамбургер Шпорт Ферајна. По томе је такође рекордер у немачком фудбалу заједно са Чарлијем Кербелом из Ајнтрахта из Франкфурта и Клаусом Фичелом из Шалкеа 04. Тај рекорд би вероватно био и већи да 1989. није отишао у Француску јер му ХСВ након 18 сезона није понудио дугорочан уговор. Љут и разочаран заиграо је за Бордо и Милуз да би се 1990. вратио у Хамбургер СВ и последњу професионалну сезону у каријери ипак одиграо у вољеном клубу. Занимљиво је да последњи пут је играо управо против Борусије Дортмунд 17. априла 1991. у убедљивој победи над жуто-црнима од 4:0. Укупно је одиграо 581 меч за ХСВ у Бундеслиги, што је други највећи број утакмица једног играча у историји немачког фудбала.
Поред силних рекорда у Бундеслиги држи и један не тако славан. Укупно је постигао шест аутоголова што је највише у немачком фудбалу. Тај рекорд држи заједно са некадашњим македонским репрезентативцем и капитеном Мајнца Николчетом Новеским. Шест пута се нашао у Идеалном тиму Бундеслиге. Са Хамбургером је од 1976. до 1987. године три пута био првак Немачке и чак пет пута вицешампион. Два пута је освајао Куп Немачке, такозвани ДФБ покал и једном Лига куп Немачке.
У периоду од 1975. до 1983. наступио је 69 пута за репрезентацију Западне Немачке и постигао осам голова. Био је део тима који је освојио друго место на Европском првенству 1976. године у Југославији. Учествовао је на Светском првенству у Аргентини 1978. Са репрезентацијом Западне Немачке је освојио Европско првенство 1980. године. На Светском првенству 1982. у Шпанији, освојио је друго место. 

## Успеси

### Хамбургер СВ
- Бундеслига (3) : 1978/79, 1981/82, 1982/83.
- Куп Њемачке (2) : 1975/76, 1986/87.
- Лига куп Њемачке (1) : 1972/73.
- Куп европских шампиона (1) : 1982/83.
- Куп победника купова (1) : 1976/77.

### Западна Немачка
- Европско првенство (1) : 1980.